# 우이신설경전철 (기업)
우이신설경전철 주식회사(UiTrans, 牛耳新設輕電鐵 株式會社)은 포스코그룹 계열사로 서울 경전철 우이신설선의 건설, 관리 및 운영사업을 목적으로 2007년 11월 2일 설립되었다. 우이신설선은 10개 업체 (포스코건설, 대우건설, DL건설, 포스코ICT, 두산건설, 한진중공업, 이준종합건설, 현대로템, 삼안, 홍용종합건설)가 컨소시엄으로 구성하여 참여하였으며, 최대주주는 포스코건설이다.
BTO(Build Transfer Operate) 방식으로 건설해 완공 후 소유권은 서울특별시에 귀속되고, 우이신설경전철주식회사는 운영개시 후 30년간 관리운영권을 갖게 된다. 우이신설선 노선은 2017년 9월 2일 1단계 구간인 북한산우이역 ~ 신설동역 구간이 개통되었다.

## 연혁
- 2007년 11월 12일: 회사 설립 (설립 당시 사명 우이트랜스)
- 2009년 9월 15일: 서울 경전철 우이신설선 착공
- 2014년 3월 27일: 사명을 우이트랜스에서 우이신설경전철로 변경[1]
- 2015년 9월 11일: 우이차량사업소에 전동차로 반입
- 2017년 9월 2일: 1단계 구간 개통

## 운영 노선
- ● 우이신설선 (북한산우이 - 신설)

## 같이 보기
- 서울 경전철 우이신설선
- 서울특별시 도시기반시설본부
- 서울 지하철
- 도시철도
- 경전철
- 신교통 시스템
- 남서울경전철
- 의정부경전철 (기업)
- 용인경량전철
- 부산-김해경전철 (기업)
- 우이신설경전철운영

## 보유차량
- 우이신설경전철 UL000호대 전동차